# Филип IV (Франция)
Вижте пояснителната страница за други личности с името Филип IV.
Филип IV Красиви или Филип IV Хубави (на френски: Philippe IV le Bel) е крал на Франция и jure uxoris крал на Навара от 1285, и граф на Шампан от 1305 до смъртта си.
Прочул се като Железния крал, Филип IV ограничава правата на феодалите и увеличава своите собствени, започва политика на спекула в областта на финансите, увеличава влиянието на френския кралски двор в папския дворец и основава Генералните щати (първия парламент в историята). Критикуван от съвременниците си заради радикалните си действия в областта на политиката. Умира в 1314 след серия инсулти, оставяйки кралството на сина си Луи Х.

## Произход и брак
Син е на Филип III Френски и Изабела Арагонска, дъщеря на Хайме I Завоевателя, крал на Арагон, Валенсия и Майорка, и неговата втора съпруга принцеса Йоланда Унгарска, дъщеря на унгарския крал Андрей II. По бащина линия Филип е внук на Луи IX Свети и Маргарита Прованска.
На 6 август 1284 г. Филип Хубави се жени за 13-годишната наварска кралица Жана I и е обявен за jure uxoris крал на Навара. Оттогава короните на Франция и Навара остават обединени в продължение на половин век. Съпругата на Филип умира при мистериозни обстоятелства на 4 април 1305 при раждане. Според един хронист Филип има пръст в смъртта на съпругата си.

## Крал на Франция (1285 – 1314)

### Характеристика
Наследява баща си на френския престол след смъртта му през 1285 г. Неговото управление изиграва важна роля в процеса на намаляване на политическото могъщество на феодалите и укрепването на монархията във Франция. Той продължава делото на баща си и дядо си, но условията на епохата, особеностите на характера му и способностите на обкръжаващите го съветници и помощници подчертават и засилват тенденцията на насилственост и жестокост, започната от предишните управления.

### Отношения с английския крал
Съветниците на Филип, възпитани в духа на традицията на Римското право, се стараят винаги да търсят „законна“ почва за претенциите и стремежите на краля и обличат най-важните дипломатически спорове във форма на съдебни процеси. Цялото управление на Филип е изпълнено със спорове, „процеси“ и откровено дипломатическо шикалкавене.
Така например, спорейки с английския крал Едуард I за владението Гиана в Гаскония, Филип го вика на съд, знаейки че Едуард, воюващ по това време с шотландците, не може да се яви. Едуард не желае война с Филип, изпраща посланици и му разрешава за четиридесет дни да заеме Гиана. След като заема херцогството обаче, Филип отказва да го предаде. Започват дипломатически преговори, които довеждат до военни действия; в края на краищата Филип връща Гиана, за да се признае отново английският крал за негов васал. Това се случва през 1295 – 1299 г., и военните действия против Англия са прекратени само защото съюзниците на англичаните, фламандците, ръководени от самостоятелни интереси, започват да безпокоят Франция от север.

### Война за Фландрия
Филип IV съумява да предразположи към себе си фламандското градско население; графът на Фландрия останал почти сам пред нахлулата френска армия е пленен, а Фландрия е присъединена към Франция. В същата 1301 г. започват вълнения сред покорените фламандци, които силно притесняват френския наместник Шатийон. Въстанието обхваща цяла Фландрия, и в битката при Куртре през 1302 г. французите са разбити напълно. След това войната с променлив успех продължава повече от две години; само през 1305 г. фламандците са принудени да отстъпят на Филип голяма част от своята територия, да се признаят за негови васали, да накажат със смърт около 3000 свои граждани, да разрушат крепости и др. Войната с Фландрия е продължителна, главно за това, че вниманието на Филип Хубави е отвлечено по това време от борбата с папа Бонифаций VIII.

### Борба с папата. Авиньонският плен на папите
В първите години на своя понтификат Бонифаций се отнася дружелюбно към френския крал, но скоро по чисто фискални причини те се скарват. През есента на 1296 г. Бонифаций издава була (Clericis laicos), категорично забраняваща на духовенството да дава средства на миряните, а на миряните – да искат такива средства от духовенството без специалното позволение на римската църква. Филип, вечно нуждаещ се от пари, вижда в това голяма загуба за своите фискални интереси и пряко противодействие на господстващата при Парижкия двор доктрина, главният привърженик на която, Гийом дьо Ногаре, проповядва, че духовенството е длъжно да помага с пари на своята страна.
В отговор на булата Филип Хубави забранява изнасянето от Франция на злато и сребро; папата по този начин е лишен от сериозно перо в бюджета си. Обстоятелствата са на страната на френския крал – и папата отстъпва: издава нова була, анулираща предишната, и даже в знак на особено благоволение канонизира покойния дядо на краля, Луи IX.
Тази отстъпчивост не довежда обаче до траен мир с Филип, който иска продължаване на конфликта: блазни го богатството на френската църква. Неговите съветници, особено Ногаре и Пиер Дюбоа, го съветват да изземе от църковната юрисдикция цели категории углавни дела. През 1300 г. отношенията между Рим и Франция още повече се изострят. Епископът на Памие, Бернар Сесети, изпратен от Бонифаций при Филип като специален легат, се държи твърде дръзко: той е представител на онази партия в Лангедок, която ненавижда северните французи. Кралят започва против него съдебен процес и иска папата да го лиши от духовен сан; обвинява го не само в оскърбление на краля, но и в измяна и други престъпления.
Папата (през декември 1301 г.) на свой ред обвинява краля в посегателство на духовната власт и го призовава в своя съд. В същото време отправя на краля булата Ausculta fili (т.е. „Послушай, сине мой“), в която подчертава силата на папската власт и предимството ѝ (без изключение) над всяка светска власт. Кралят (според преданието изгаряйки булата) свиква през април 1302 г. Генералните щати (първите във френската история). Дворяните и представителите на различни градове изразяват безусловно съпричастие към кралската политика, а духовните лица се обръщат към папата да им позволи да не ходят в Рим, където се подготвя събор против Филип. Бонифаций не се съгласява, но духовниците все пак не отишли в Рим, тъй като кралят категорично им забранява. На събора, който се състои през есента на 1302 г., в булата Unam sanctam Бонифаций отново потвърждава своето мнение за превъзходството на духовната власт над светската, „духовния меч“ над „светския“.
В 1303 г. Бонифаций освобождава част от подвластните на Филип земи от васална клетва, а кралят в отговор свиква събрание на висшите духовни лица и светски барони, пред които Ногаре обвинява Бонифаций във всевъзможни злодейства. Скоро след това Ногаре с неголяма свита отива в Италия, за да арестува Папата, който има там смъртни врагове, улесняващи задачата на френския агент. Папата отива в Анани, не знаейки, че жителите на този град са готови да му изменят. Ногаре и неговите спътници свободно влизат в града, проникват в двореца и се държат изключително грубо (има даже версия за шамар, ударен на папата). След два дни настроението на жителите на Анани се изменя и те освобождават папата. Няколко дни по-късно Бонифаций умира. Тъй като тази смърт е много удобна за френския крал, то мълвата я приписва на отрова.
Новият папа (французинът) Климент V, избран през 1305 г. (след деветмесечна избирателна борба), пренася своята резиденция в Авиньон, намиращ се не във властта, но под непосредственото влияние на френския двор. Така, превръщайки папата в свое оръдие, Филип се заема да осъществи заветната си мечта – да се разправи с Ордена на Тамплиерите.

### Разгром на тамплиерите
Според легендите Филип IV отдавна иска да сложи ръка на Ордена на тамплиерите, притежаващ голямо богатство. От името на папа Климент V (но в действителност по заповед на френския крал) са разпратени запечатани писма из цяла Европа, които трябва да бъдат отворени на 13 октомври 1307 г. Сутринта на 13 октомври (петък) писмата са отворени едновременно. В тях папата обвинява рицарите тамплиери в ерес и най-различни богохулни злодеяния и нарежда тяхното арестуване. Почти навсякъде в Европа са задържани тамплиери.
Започва процес срещу тях, воден както от светските власти, така и от Инквизицията. При ужасяващи мъчения тамплиерите се признават за виновни почти по всички точки на обвиненията. Процесът продължава няколко години, като Климент V пробва слабо да защити ордена. Съдът осъжда голяма част от членовете на ордена на смърт чрез изгаряне. Не е пощаден дори Великият магистър на ордена на тамплиерите Жак дьо Моле, който е кръстник на дъщерята на Филип Хубави – той умира на кладата в Париж на 18 март 1314 г.
През 1312 г. на събора във френския град Виен (днес в департамент Изер) папата официално разпуска ордена. От достигналите до днес средновековни извори не може да бъде доказано категорично, че Филип IV завладява имуществото на тамплиерите. Доказателства има само за трансфер на средства към ордена на йоанитите.

### Финансова дейност
Основна нишка на цялата дейност на Филип е постоянният стремеж да напълни празната кралска хазна. Затова са свиквани няколко пъти Генералните щати и отделно градските представители; продавани и отдавани са под аренда различни длъжности; вземат се насилствени заеми от градовете; облагат се с високи данъци стоките и именията; секат се нископробни монети, при което населението понася големи загуби. През 1306 г. на Филип се налага дори да избяга за известно време от Париж, докато не премине първата народна ярост по един такъв повод. Администрацията е силно централизирана; особено това се чувства в провинциите, където още са силни феодалните традиции. Правата на феодалните владетели са значително ограничени (например, в дейността по сеченето на монети). Кралят не е обичан не толкова заради готовата му на всякакво престъпление натура, колкото за твърде алчната му фискална политика.
Извънредно активната външна политика на Филип относно Англия, Германия, Савоя и всички погранични владения, водеща понякога до разширение на френските владения, е единствената страна от управлението на краля, която се харесва и на съвременниците му, и на следващите поколения.

### Смърт и памет
В края на 1314 г. Филип организира лов в горите на Пон-Сен-Максанс, където получава инсулт. Откриват го на земята близо до коня му. След като е установено, че не му остава много живот, е пренесен в безсъзнание до родното му място, двореца Фонтенбло, където умира на 29 ноември. Френския писател Морис Дрюон в своя роман от 1955 „Железния крал“ описва смъртта на краля така:
| „ | Брат Рено покани присъстващите да се оттеглят, за да може краля да предаде на сина си тайнствено свързаната с кралската особа способност да лекува живеницата. Проснат на възглавниците, Филип IV Хубави изпъшка (...) В предсмъртния му час искаха от него още едно усилие-да предаде на наследника си способността, действителна или предполагаема, да облекчава едно невинно заболяване. Филип Хубави не можа да каже молитвите и чудотворните заклинания. Това стори брат Рено. И Луи Наварски коленичи пред баща си, сложи неестествено топлите си ръце в застиналите ръце на краля и прие тайнственото наследство. След този обред отново допуснаха придворните в стаята и брат Рено започна да чете молитвата за умиращите.(...) Обърнаха се към леглото и молитвата заседна в гърлата им. Железния крал беше мъртъв. Брат Рено се доближи, за да му затвори очите. Но клепачите, които никога не мигаха, се вдигаха от само себе си. На два пъти се опита да ги затвори, но напразно. Стана нужда да превържат с кърпа погледа на този монарх, който влезе с отворени очи във вечността. | “ |

Тялото му е балсамирано и погребано в кралския некропол в базиликата „Сен Дени“.

## Деца
Жана I Наварска ражда на Филип IV имат седем деца:
- Маргьорит (1288 – ок. 1294)
- Луи X Френски и I Наварски (1289 – 1316)
- Бланш (1290– около 1294)
- Филип V Френски и II Наварски (1292/93 – 1322)
- Шарл IV Френски и I Наварски (около 1294 – 1328)
- Изабела Френска (около 1295 – 1358), омъжена за английския крал, Едуард II
- Робер (1297 – 1308)